# Suspensión corporal

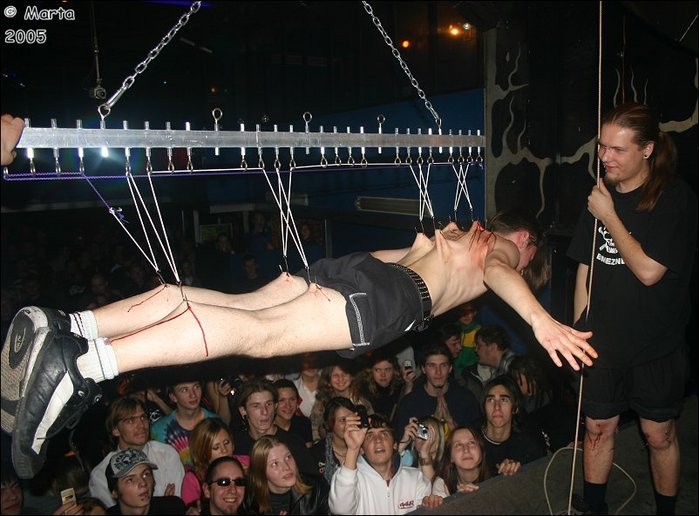
Suspensión corporal.

Suspensión corporal o body suspension es, dentro de la cultura de la modificación corporal, el acto de suspender el cuerpo humano en el aire utilizando ganchos llamados pírsines, los cuales atraviesan la piel y, a través de poleas, levantan al individuo, permaneciendo este determinado tiempo suspendido o realizando diversos actos de esta forma.
Históricamente, han existido rituales de suspensión corporal, realizados por la tribu Mandan, que habitaba en los bancos del río Misuri. La suspensión tipo Oh-Kee-Pa fue derivada de este ritual. En la actualidad, quienes ejecutan la suspensión corporal son artistas que usan sus propios cuerpos como lienzos y no con fines rituales.